# Les Plus Grands Succès, volume 2 : 1970-1975
Albums de Mireille Mathieu
Les Plus Grands Succès, volume 1 : 1966-1970
(1988) Les Plus Grands Succès, volume 3 : 1976-1985
(1988)
Les Plus Grands Succès, volume 2 : 1970-1975 est une compilation de la chanteuse française Mireille Mathieu parue en France chez Carrère en 1988 regroupant 20 grands succès de la chanteuse du début des années 1970.

## Chansons de la compilation
| 1.                     | Pardonne-moi ce caprice d'enfant   | Patricia Carli                          | 3:21 |
| 2.                     | Si Paris était en Provence         | Jean Setti                              | 2:40 |
| 3.                     | Un jour viendra                    | Catherine Desage, Francis Lai           | 2:37 |
| 4.                     | Donne ton cœur, donne ta vie       | Patricia Carli                          | 2:45 |
| 5.                     | Pourquoi le monde est sans amour   | Jean Schmitt, Patricia Carli            | 2:53 |
| 6.                     | Acropolis adieu                    | Catherine Desage, Christian Bruhn       | 3:25 |
| 7.                     | Mille fois bravo                   | Pierre-André Dousset, Franco Bracardi   | 3:04 |
| 8.                     | Ciao mon cœur                      | Charles Aznavour, Georges Garvarentz    | 2:54 |
| 9.                     | L'amour oublie le temps            | Catherine Desage, Christian Bruhn       | 3:06 |
| 10.                    | En frappant dans nos mains         | Hubert Ithier, Giorgio Moroder          | 3:42 |
| 11.                    | Une histoire d'amour               | Catherine Desage, Francis Lai           | 3:03 |
| 12.                    | La marche de Sacco et Vanzetti     | Georges Moustaki, Ennio Morricone       | 3:22 |
| 13.                    | La Terre promise                   | Catherine Desage, Christian Bruhn       | 2:55 |
| 14.                    | La chanson du départ               | Catherine Desage, Christian Bruhn       | 2:53 |
| 15.                    | Tous les enfants chantent avec moi | Eddy Marnay, Bobby Goldsboro            | 3:22 |
| 16.                    | La Paloma adieu                    | Catherine Desage, Sébastian Yradier     | 3:49 |
| 17.                    | On peut encore mourir d'amour      | Pierre-André Dousset, Christian Gaubert | 3:15 |
| 18.                    | Folle, folle, follement heureuse   | T. Renis, A. Testa, Charles Aznavour    | 3:30 |
| 19.                    | Le vieux café de la rue d'Amérique | Eddy Marnay, P. Kartner                 | 4:03 |
| 20.                    | Les matins bleus                   | H. Dijan, Stevie Wonder                 | 3:50 |
| 66 Minutes 48 secondes |                                    |                                         |      |